# NGC 6990
NGC 6990 é uma galáxia espiral (Sa) localizada na direcção da constelação de Indus. Possui uma declinação de -55° 33' 43" e uma ascensão recta de 20 horas, 59 minutos e 57,0 segundos.
A galáxia NGC 6990 foi descoberta em 9 de Julho de 1834 por John Herschel.